# Hamvas sólyom
A hamvas sólyom (Falco concolor) a madarak osztályának sólyomalakúak (Falconiformes) rendjéhez, azon belül  a sólyomfélék (Falconidae) családjához tartozó faj.

## Előfordulása
Bahrein, Csád, a Dél-afrikai Köztársaság, Dzsibuti, Egyiptom, Eritrea, Izrael, Jemen, Jordánia, Kenya, Líbia, Madagaszkár, Malawi, Mauritius, Mozambik, Niger, Omán, Pakisztán, Réunion, Ruanda, Szaúd-Arábia, Szomália, Szudán, Tanzánia, Uganda, Egyesült Arab Emírségek és Zambia területén honos. Kóborló példányai eljutnak Ciprusra, Iránba, Kuvaitba, Maliba, Máltára, Namíbiába, Katarba, a Seychelle-szigetekre, Törökországba és Zimbabwebe is

## Megjelenése
Testhossza 33-66 centiméter, szárnyfesztávolsága 78-90 centiméter.

## Életmódja
Kisebb madarakkal táplálkozik.